# Alla Konstantinowna Tarassowa

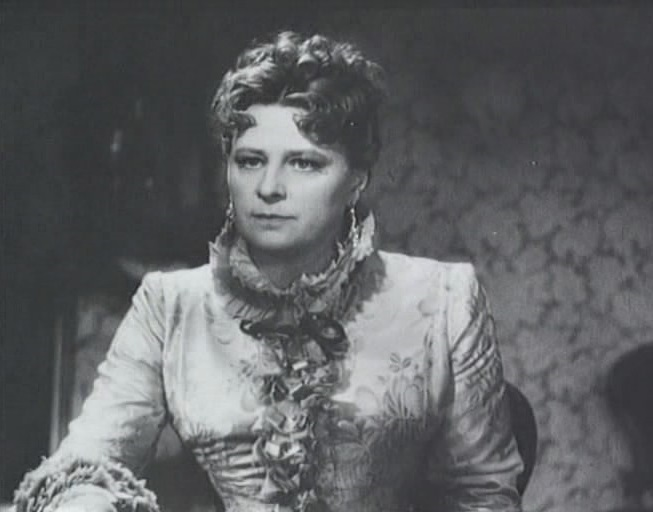
Alla Konstantinowna Tarassowa (1945)

Alla Konstantinowna Tarassowa (russisch Алла Константиновна Тарасова; * 25. Januarjul. / 6. Februar 1898greg. in Kiew; † 5. April 1973 in Moskau) war eine russische bzw. sowjetische Theater- und Filmschauspielerin und Theaterpädagogin.

## Leben
Tarassowa, Tochter eines Medizinprofessors der Kaiserlichen Universität Kiew, besuchte 1906–1910 das Kiew-Petschersker Mädchengymnasium und dann das private A.-K.-Titarenko-Gymnasium (Abschluss 1914). Darauf lebte sie in Moskau und studierte an der privaten Schule für dramatische Kunst von Nikolai Massalitinow, Nikolai Alexandrow und Nikolai Podgorny, die 1916 die 2. Studioschule des Moskauer Kunsttheaters (MChT) wurde. Auch hörte sie Vorlesungen in der Städtischen Moskauer Schanjawski-Volksuniversität (seit 1991 Russische Staatliche Geisteswissenschaftliche Universität).
Im MChT spielte Tarassowa ab 1916. Sie wurde sogleich bekannt mit ihrer Rolle in Sinaida Hippius’ Schauspiel Seljonoje kolzo (Der Grüne Ring) (1916). In Alexei Tolstois Zar Fedor Iwanowitsch spielte sie 1916 eine Bojarentochter. Besondere Erfolge hatte sie in Aufführungen von Stücken Anton Tschechows.
Nach der Oktoberrevolution während des Bürgerkriegs gehörte Tarassowa 1919–1922 zum Katschalow-Tourneetheater, mit dem sie ab 1923 auch im Ausland auftrat. Zeitweise lebte sie in den USA und trat im New Century Theatre auf. Ab 1925 gehörte sie wieder zum MChT, das nun das Akademische Kunsttheater (MChAT) war, und spielte dort bis zu ihrem Tode.
Als Filmschauspielerin war Tarassowa von 1923 bis 1966 aktiv. In Fernsehspielen trat sie ab 1952 auf.
Von 1951 bis 1955 war Tarassowa Direktorin des MChAT. Sie wurde 1970 Vorsitzende des Ältestenrats.
Von 1952 bis 1960 war Tarassowa Abgeordnete im Obersten Sowjet der UdSSR (KPdSU-Mitglied ab 1954).
Ab 1967 lehrte Tarassowa in der MChAT-Studioschule (Ernennung zur Professorin 1968).

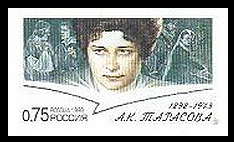
Briefmarke der Potschta Rossii zum 100. Geburtstag Alla Konstantinowna Tarassowas

Tarassowa war dreimal verheiratet. Ihr zweiter Mann war 1932–1942 der Schauspieler und Regisseur Iwan Moskwin. Sie starb am 5. April 1973 in Moskau und wurde auf dem Wwedenskoje-Friedhof begraben.
Boris Pasternak widmete einen bedeutenden Teil seines Gedichts Bacchanalien Tarassowas Darstellung der Maria Stuart in Friedrich Schillers Tragödie Maria Stuart.

## Ehrungen, Preise
- Verdiente Künstlerin der RSFSR (1933)
- Volkskünstlerin der UdSSR (1937)[2]
- Orden des Roten Banners der Arbeit (1937)
- Ehrenzeichen der Sowjetunion (1938)
- Stalinpreis I. Klasse (1941, 1946, 1947, 1949), II. Klasse (1946)[2]
- Medaille „Für heldenmütige Arbeit im Großen Vaterländischen Krieg 1941–1945“
- Leninorden (1948, 1967, 1973)
- Held der sozialistischen Arbeit (1973)[2]
- Orden der Oktoberrevolution (1978)